# Maria Tudor (ópera)
Maria Tudor es una ópera del compositor brasileño Antônio Carlos Gomes con libreto de Emilio Praga y Arrigo Boito (completado por Giuseppe Zenardini y Ferdinando Fontana), a su vez basado en la obra teatral Marie Tudor, de Victor Hugo. La ópera fue estrenada el 27 de marzo de 1879 en el Teatro de La Scala de Milán. El libreto cuenta la historia de la reina inglesa María Tudor.

## Historia
Tras el gran éxito que supuso el estreno de Salvator Rosa, en 1874, considerada su ópera más italiana, Gomes pasaba por un período de poco éxito. En 1878 estrenó una revisión de Fosca, su ópera anterior, pero no consiguió el favor del público. Maria Tudor era otro intento por recuperar el favor del público milanés, para lo que contó con un libreto escrito por los poetas Emilio Praga y Arrigo Boito, miembros del movimiento conocido como Scapigliatura, aunque a la muerte de Praga en 1875 debió provocar que otros poetas intervinieran en el libreto, lo que terminó provocando que el libreto fuera demasiado largo.
El estreno tuvo lugar en un mal momento, en plena guerra entre las casas editoriales musicales rivales, que controlaban cada una los dos teatros más importantes de Milán, La Scala y el Teatro dal Verme. Estas razones extramusicales provocaron que el público estuviera dividido, lo que presagiaba un fracaso para Gomes. Si bien se buscó un reparto de gran prestigio para el estreno, fue un fiasco, y si bien la siguiente función tuvo más éxito, el fracaso inicial no permitió que la ópera se asentara en Italia. Con problemas económicos y familiares en aquel momento, Gomes vio como su carrera italiana tocaba a su fin y regresó a su Brasil al año siguiente.  
Años después, la famosa soprano Hariclea Darclée intentó reponer la ópera, pero sin éxito. Prácticamente desaparecida del repertorio teatral internacional, conserva una cierta popularidad en Brasil.

## Personajes
| Personaje             | Voz      | Intérpretes del estreno. Director: Franco Faccio |
| --------------------- | -------- | ------------------------------------------------ |
| Maria Tudor           | soprano  | Anna D'Angeri                                    |
| Conte Fabiano Fabiani | tenor    | Francesco Tamagno                                |
| Giovanna              | soprano  | Emma Turella                                     |
| Don Gil               | barítono | Giuseppe Kaschmann                               |
| Gilberto              | bajo     | Édouard de Reszke                                |
| Lord Clinton          | tenor    | Ermenegildo De Sereni                            |
| Lord Montague         | barítono | Argimiro Bertocchi                               |
| Un paje               | soprano  | Emilia Galli                                     |
| Un heraldo            | bajo     | Capelli Proto                                    |

## Argumento

### Acto I
Plaza junto al Támesis, con la ciudad de Londres de fondo
Un grupo de nobles, entre ellos el embajador español Don Gil de Tarragona, lamentan los excesos de la Reina María y de su amante, Fabiano Fabiani. Don Gil afirma que la influencia de Fabiani desaparecerá pronto, pero no explica cómo. Una vez se van todos, aparece la huérfana Giovanna, que vive en las inmediaciones, y espera a su amante "Lionel" (Quanti raggi in ciel). Quien aparece es, por el contrario, Gilberto, el hombre que la ha criado, pero que se ha enamorado de ella  al llegar ésta a edad de casarse. Él le pide que responda a su amor, pero ella le dice que sólo puede amarlo como padre o hermano, y regresa a casa. Aparece Don Gil, quien viene a advertirle de que Giovanna tiene un amante llamado Lionel. Poco después aparece "Lionel", que no es otro que Fabiani disfrazado, para poder así conquistar a una mujer plebeya. Ella le pide que se marche, ya que tiene miedo de que pueda morir si Gilberto los descubre, pero finalmente lo abraza. Don Gil y Gilberto se enfrentan a él, pero Fabiani consigue escapar. Don Gil le revela a Giovanna la verdadera identidad de "Lionel", y le promete a Gilberto que se podrá vengar pronto del seductor. 

### Acto II
Parque Real del Castillo de Windsor
Nobles y Damas, preparados para cazar, alaban a la Reina, quien preside la fiesta desde su pabellón, con Fabiani a sus pies. Lord Montague afirma que la Reina hace más caso a las sugerencias de su amante Fabiani que a las alabanzas de la multitud. Fabiani agradece delante de todos los honores que le concede la Reina, pero denuncia a los ciudadanos que la llaman "María la sanguinaria".  La Reina afirma que la mujer es cambiante como el mar, y le recuerda que acaba de ejecutar al Duque de Suffolk. Se anuncia el entretenimiento del día, unos cantantes de Aviñón, que cantan un madrigal y una chanson, y a continuación la Reina anuncia el comienzo de la cacería, pero pide a Fabiani que se quede con ella. Le declara su amor (Colui che non canta), pero le dice que el embajador español le lleva la solicitud de casarse con el Rey Felipe II. Un paje informa que Don Gil solicita una audiencia, acompañado por otro hombre. El embajador entra junto a Gilberto y le cuentan a la Reina la doble identidad de Fabiani, algo que confirma Giovanna. En la trágica historia de amor de Giovanna, María ve el final de su propia historia de amor. La Reina clama venganza, y Gilberto se ofrece para ser su brazo ejecutor. Don Gil, feliz de la caída de Fabiani, le da una espada y le indica que la venganza llegará en el banquete de la próxima noche. María, incapaz de contener sus emociones, confiesa que, como mujer, no busca venganza, pero como Reina no puede pasar por alto la conducta de su amante.

### Acto III

#### Escena 1
Apartamentos de la Reina
María selecciona los adornos que va a llevar en el banquete, acompañada por Don Gil, Lord Montague y Clinton. Fabiani entra, buscando hablar con ella en privado y le reprocha su frialdad. Los nobles se burlan de él, pero, una vez sólo, Fabiani se muestra seguro del amor de Maria (Sol ch'io ti sfiori), ya que la actitud de la Reina es simplemente un capricho. Pero aparece Don Gil y le recuerda la canción que le cantaba a Giovanna, por lo que Fabiani se va enfurecido. Don Gil ve tras una puerta secreta a Gilberto, y le dice que espere a su señal para vengarse. 

#### Escena 2
Gran Salón del Castillo de Windsor
Lord Clinton y Lord Montague le hacen creer a Fabiani que la Reina lo nombrará Príncipe durante el baile. Lord Clinton anuncia la llegada de la Reina, que aparece acompañada por Don Gil, mientras los presentes cantan el himno real. Maria se dirige al baile, pero se detiene un momento ante Fabiani y le dice que lo ve alterado. La orquesta interpreta una burlesca, que los nobles bailan sin éxito. Se anuncia el comienzo del banquete, pero Maria permanece un momento para recibir al enviado de Felipe II, que le da a Don Gil una caja de joyas, que contiene un anillo, para que se lo entregue a Maria. Don Gil revela sus motivos para matar a Fabiani: así el Rey lo nombrará "Príncipe de Ceuta". La Reina acepta el anillo y hace que Don Gil traiga a Gilberto. Éste entra con la espada que Don Gil le había entregado. Maria grita pidiendo ayuda, pero le pide a Gilberto que quede en silencio, ya que ha llegado el momento de su venganza. Los cortesanos acuden en su ayuda, y Maria dice que Gilberto ha intentado asesinarla y pide a Fabiani que la socorra. Le dice entonces que ha preparado una sorpresa para él, momento en el que entra Giovanna. La Reina entonces acusa a Fabiani de haber armado a Gilberto. Los nobles lo maldicen, pero él se les enfrenta altivo, hasta que Don Gil muestra que la espada que lleva Gilberto tiene el emblema de Fabiani. Todos, menos Giovanna, se alegran de la desgracia de Fabiani. Maria ordena a Lord Clinton que traiga al verdugo, al que entrega como regalo por sus años de servicio la joven cabeza de Fabiani. Los guardias se llevan detenidos a Fabiani y a Gilberto mientras los cortesanos vuelven a cantar el himno real.

### Acto IV
Sala de justicia en la Torre de Londres 
Sola, la Reina duda entre salvar a Fabiani o ejecutarlo (Intensamente io l'amo). Don Gil anuncia desde un balcón que en una hora Fabiani será ejecutado, pero que la Reina ha decidido perdonar a Gilberto, lo que la multitud presente aprueba. La Reina le pide a Don Gil que se encargue de que el encapuchado que sea ejecutado sea Gilberto y no Fabiani, prometiéndole como recompensa un ducado. Una vez solo, el embajador duda entre la recompensa española o la inglesa (In poter mio tengo due teste) antes de partir. Vuelve entonces la Reina. Giovanna aparece para agradecerle el perdón a Gilberto, pero Maria, molesta, trata de deshacerse de ella, mientras se escucha la procesión de los condenados camino de la horca. La Reina le dice a Giovanna que quien va a ser ejecutado e Gilberto, en el lugar de Fabiani, pero Giovanna le suplica que no lo haga. Maria pide al carcelero que detenga la ejecución, pero ya es tarde. Se escuchan pasos. Maria y Giovanna esperan ansiosas saber la identidad del ejecutado. Cuando aparece Gilberto, frente a la alegría de Giovanna, la Reina se desmaya. 

## Estructura
- Preludio

### Acto I
- La reggia tripudia nell'orgia e nel sangue (coro de nobles, Don Gil)
- Quanti raggi del ciel (romanza - Giovanna)
- Buon fratello e dolce padre (Giovanna, Gilberto)
- Tanto il mio cor, bell'angelo (Gilberto)
- Non più m'attendono al lavoro (Gilberto, Don Gil)
- Se all'ora bruna (serenata - Fabiani)
- Canta sempre, canta, o bella (dueto - Giovanna, Fabiani)

### Acto II
- Viva il re della fulgida mensa (coro)
- Grazie vi rendo (Maria, Fabiani, Clinton)
- Corse Ciprigna a rintracciar Cupido (madrigal - coro)
- Grazie, prodi cantor (Maria)
- Colui che non canta (dueto - Maria, Fabiani)
- Scena, racconto e quartetto (Maria, Giovanna, Don Gil, Gilberto)
- L'odi? Vendetta avrai (Maria, Gilberto)
- Vendetta! Vendetta! (gran escena y aria - Maria)

### Acto III
- Che ve ne par, Don Gil? (Maria, Don Gil, Gilberto, Fabiani, Clinton)
- Sol ch'io ti sfiori (Fabiani)
- Qual ape nomade (dueto - Fabiani, Don Gil)
- Viva Fabiani! Viva! (escena y bacanal)
- Dio salvi l'eccelsa regina (himno de la Reina)
- Ripresa del baccanale (danza burlesca)
- Questo cerchietto splendido (Maria, Don Gil)
- Finale Terzo

### Acto IV
- Oh! Mie notti d'amor (Maria)
- Scena della grida (Maria, Don Gil)
- Lugubre giocoliero (aria - Don Gil)
- Qui nell'ombra (Maria, Giovanna)

## Grabaciones
- Mario Perusso (director). Teatro Municipal de São Paulo, 17  de diciembre de 1977. Orquesta y Coro del Teatro Municipal de São Paulo. Reparto: Mabel Veleris (Maria Tudor), Eduardo Álvares (Fabiano Fabiani), Adriana Cantelli (Giovanna), Fernando Teixeira (Don Gil), Wilson Carrara (Gilberto), Assadur Kiulitzian (Lord Montague), Luís Orefice (Lord Clinton), Leyla Taier (Paje), Odnilo Romanini (Heraldo).[5]

- Luis Fernando Malheiro (director). Orqueta y coro de la Ópera Nacional de Sofía. Reparto: Elaine Coelho (Maria Tudor), Kostadin Andreev (Fabiano Fabiani), Elena Chavdarova-Isa (Giovanna), Franco Pomponi (Don Gil), Svetozar Ranguelov (Gilberto), Ivan Ivanov (Lord Montague), Biser Goergiev (Lord Clinton), Stoil Georgiev (Paje).[5]